# Amerila saucia
Amerila saucia là một loài bướm đêm thuộc phân họ Arctiinae, họ Erebidae.